# Акосак
Акосак (исп. Acozac) — археологический памятник, расположенный в муниципалитете Истапалука, штат Мехико, Мексика.

## История
Акосак связан с местом Тласаллан-Тлалланосток, упомянутым в Кодексе Ксолотля как резиденция внука Ксолотля Техотлаллатцина. Находки керамики указывают на то, что основание поселения, вероятно, произошло в первом периоде ацтеков (с 900 по 1200 гг. н. э.) и продолжилось во время второго периода ацтеков (с 1200 по 1430 гг.) при правлении Техотлаллацина. В настоящее время видны постройки третьего периода ацтеков (1430—1521 гг.) Акосак населяли как ацтеки, так и чичимеки, акольуа и тепанеки.
Техотлаллацин, тлатоани Тескоко, умер в 1406 году, его место занял его сын Ицкоатль, неопытный принц, который в 1418 году был застигнут врасплох в своем городе Тезозомоком, тлатоани Аскапоцалько, и был вынужден бежать из города со своим сыном Несауалькойотлем на руках. Тепанеки преследовали его по лесу, где ему удалось спрятать ребенка, прежде чем он был убит. Позднее Несауалькойотль смог объединить под своим началом армии таких могучих городов, как Тлакопан, Тлателолько, Уешоцинго, Тласкала и Чалько. В целом, его армия состояла из более, чем 100 000 человек. В 1428 году при поддержке армии Теночтитлана Несауалькойотль разгромил тепанеков, занял престол тлатоани Тескоко и стал правителем акольуа (науа — acolhuatekuhtli). Победа над тепанеками положила начало созданию тройственного союза городов Мехико (Теночтитлана), Тескоко и Тлакопана.

## Расположение
Археологические памятник Акосак расположен на склоне холма Серро-де-Монтесума недалеко от трассы CF150 между Мехико (примерно 32 километра на северо-запад) и Пуэблой (примерно 100 километров на юго-восток); ближайший город — Истапалука (1,5 километра к юго-востоку). Вулканы Истаксиуатль и Попокатепетль расположены на расстоянии примерно 35 и 55 километров (по прямой) к юго-востоку; обе горы видны в ясный день.

## Архитектура
Храмовые пирамиды и дворцовые постройки, которые всё ещё видны, относятся к третьему периоду ацтеков (около 1430—1521 гг.); они, скорее всего, были покрыты лепниной и окрашены в цвет. Всего в Акосаке обнаружено более сотни построек.
Большая круглая пирамида на заднем плане, вероятно, была посвящена богу ветра Эекатлю, воплощению бога Кетцалькоатля — подобная храмовая пирамида находится в Калицтлауаке. Сооружение в центре напоминает дворцовое здание с двориками и комнатами, но здесь также были обнаружены два каменных алтаря. Две платформы на переднем плане могли быть основаниями храмов или дворцов. Также были обнаружены остатки площадки для игры в мяч.